# آخرین مترو
آخرین مترو (فرانسوی: Le Dernier Métro‎) فیلمی در ژانر درام به کارگردانی فرانسوا تروفو است که در سال ۱۹۸۰ منتشر شد.
«فرانسوا تروفو» فیلم آخرین مترو را با هدف نمایش پشت صحنه تئاتر و تجسم فضای زمان اشغال فرانسه با بازی «کاترین دنوو» و «ژرار دپاردیو» در سال ۱۹۸۰ با مدت زمان دو ساعت و ۱۱ دقیقه ساخت.

## بازیگران
- کاترین دنو در نقش برنارد
- ژرار دوپاردیودر نقش ماریون
- ریشار بورینژه
- ژان پواره در نقش جین
- هاینتس بننت
- آندریا فریول
- پولت دوبوست
- ریشار بورینژه
- سابین اودپان
- ژان-لوئی ریشار
- Maurice Risch
- لاسلو سابو

## جوایز
این فیلم در سال ۱۹۸۱ کاندیدای دریافت جایزه اسکار بهترین فیلم خارجی زبان شد و در همان سال جایزه بهترین فیلم خارجی را از جشنواره انجمن منتقدان فیلم بوستون دریافت کرد. «آخرین مترو» در سال ۱۹۸۱ همچنین در جشنواره فیلم سزار فرانسه شرکت کرد و ۱۰ جایزه این جشنواره را به خود اختصاص داد. نامزدی دریافت جایزه گلدن گلاب بهترین فیلم خارجی از دیگر موفقیت‌های این سینمایی بوده‌است.